# Diego Calle Restrepo
Diego Calle Restrepo (Ciudad Bolívar, 18 de julio de 1926 -Medellín, 20 de octubre de 1985) fue un economista, escritor y político colombiano, nacido en Ciudad Bolívar, Antioquia. Bachiller del Liceo de la Universidad de Antioquia, en esa misma universidad recibió el título de Economista. Realizó posgrados en Comercio Internacional en North Western University, en Chicago, en 1951.

## Cargos públicos
- Ministro de Hacienda y Fomento.
- Director del Departamento Nacional de Planeación (Colombia)
- Embajador de Colombia en Canadá.
- Embajador de Colombia en Estados Unidos.
- Gobernador de Antioquia (1970-1973).
- Concejal.
- Senador de la República.
- Gerente de Empresas Públicas de Medellín (1976-1985).

Ocupó los cargos privados de Consultor del Banco Interamericano de Desarrollo, Presidente de Sofasa y Director de la Federación Nacional de Comerciantes (Fenalco) en Antioquia.

## Cultura
- Es el autor de las Décimas al aguardiente, que compuso solicitando le enviaran el precioso líquido a Estados Unidos, donde era embajador, donde no podía conseguirlo.[2]

- En su honor, su ciudad natal creó la Orden al mérito ciudadano Diego Calle Restrepo,[3] mediante los Acuerdos Municipales No. 58 de mayo de 1991 y 005 de 23 de febrero de 2002, para exaltar ciudadanos ilustres.